# X-Ray Dog
X-Ray Dog – amerykańskie studio muzyczne mieszczące się w Burbank w stanie Kalifornia. Studio tworzy muzykę do hollywoodzkich zwiastunów filmowych. X-Ray Dog komponuje muzyką orkiestrową.